# I字バランス

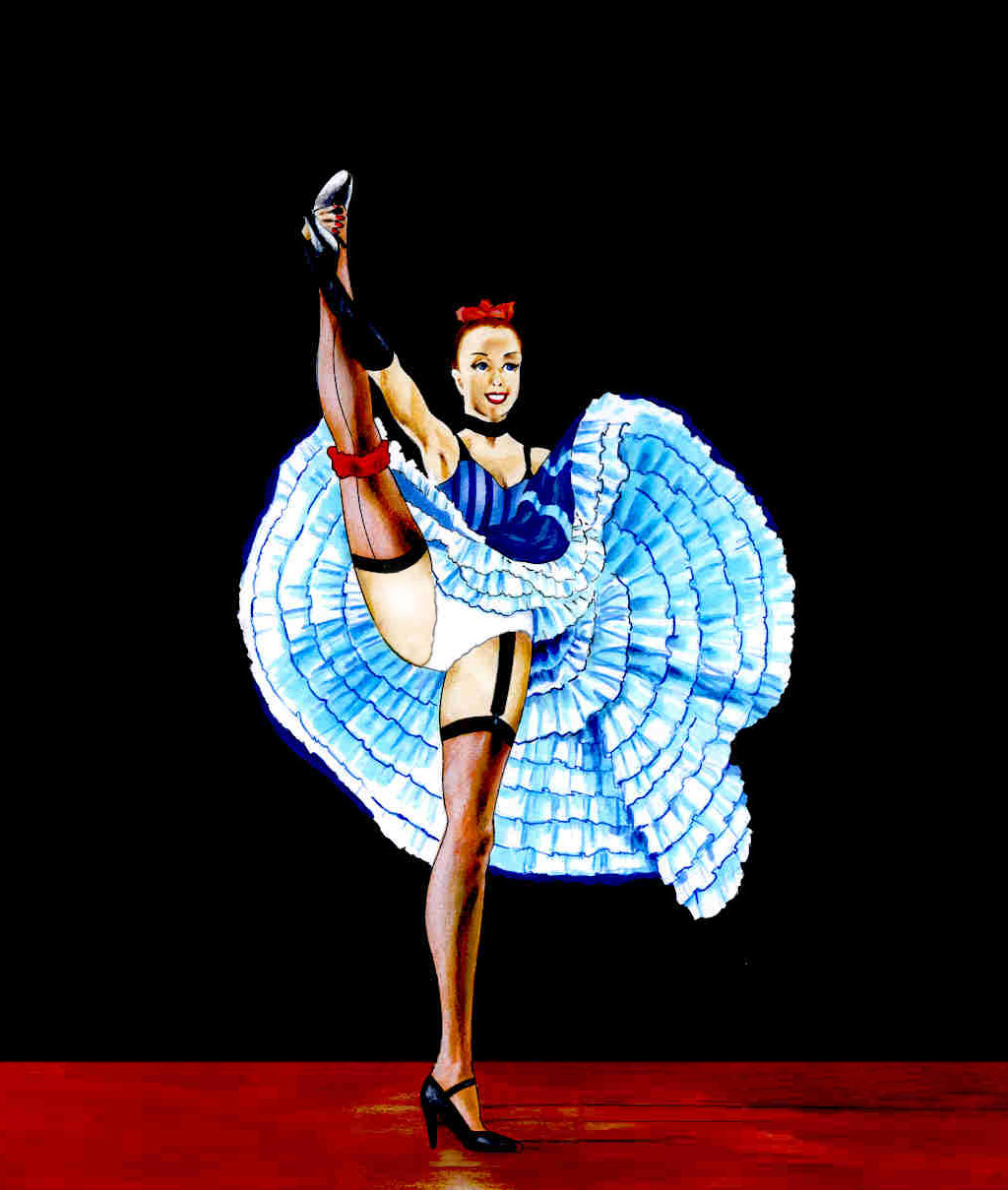
I字バランス

I字バランス（アイじバランス、I-shaped Balance）は、片脚を真上に上げ、片方の足の先端ともう片方の足の先端が直線になるようにしたポーズ。「I」の字を象っており、Y字バランスよりも脚を高く上げる必要がある。

## 技法
開脚した脚を後頭部に付けるのが一つの目安となり、難関な技法と見られている。新体操やバレエ、フィギュアスケートで見られることがあり、このポーズが出来ることは身体のしなやかさと軟らかさを示している。

## 象徴性
I字バランスはその形状から「1位」を象徴することがある。

## セクシュアリティ
性的な文脈では尻がよく見えるポーズともされ、グラビアアイドルが取るポーズやフィギュアの題材になったりすることもある。高く上げた脚を手で支える際に、フェティシズムを感じさせる部位である腋が露出するポーズでもある。

## 大衆文化
I字バランスは『明日ちゃんのセーラー服』の主人公、明日小路の得意技として登場する。